# كين لوكاس
كين لوكاس (بالإنجليزية: Ken Lucas)‏ هو ضابط وسياسي أمريكي، ولد في 22 أغسطس 1933 في الولايات المتحدة. حزبياً، نشط في الحزب الديمقراطي.

## مناصب
- في انتخابات مجلس النواب الأمريكي 1998 [الإنجليزية]‏، انتخب عضو مجلس النواب الأمريكي عن دائرة Kentucky's 4th congressional district [الإنجليزية]‏ وقد انضم خلال فترته النيابية (6 يناير 1999 – 3 يناير 2001) للكتلة البرلمانية الحزب الديمقراطي.
- في انتخابات مجلس النواب الأمريكي 2000 [الإنجليزية]‏، انتخب عضو مجلس النواب الأمريكي عن دائرة Kentucky's 4th congressional district [الإنجليزية]‏ وقد انضم خلال فترته النيابية [الإنجليزية]‏ (3 يناير 2001 – 3 يناير 2003) للكتلة البرلمانية الحزب الديمقراطي.
- في انتخابات مجلس النواب الأمريكي 2002 [الإنجليزية]‏، انتخب عضو مجلس النواب الأمريكي عن دائرة Kentucky's 4th congressional district [الإنجليزية]‏ وقد انضم خلال فترته النيابية [الإنجليزية]‏ (7 يناير 2003 – 3 يناير 2005) للكتلة البرلمانية الحزب الديمقراطي.
- انتخب مفوض [الإنجليزية]‏ (1974 – 1982).
- انتخب عضو مجلس محلي [الإنجليزية]‏ (1967 – 1974).
- انتخب عضو مجلس النواب الأمريكي عن دائرة Kentucky's 4th congressional district [الإنجليزية]‏ (3 يناير 1999 – 3 يناير 2005).